# Ischyromene menziesi
Ischyromene menziesi is een pissebed uit de familie Sphaeromatidae. De wetenschappelijke naam van de soort is voor het eerst geldig gepubliceerd in 1980 door Sivertsen & Holthuis.